# Elfleins-Häusla

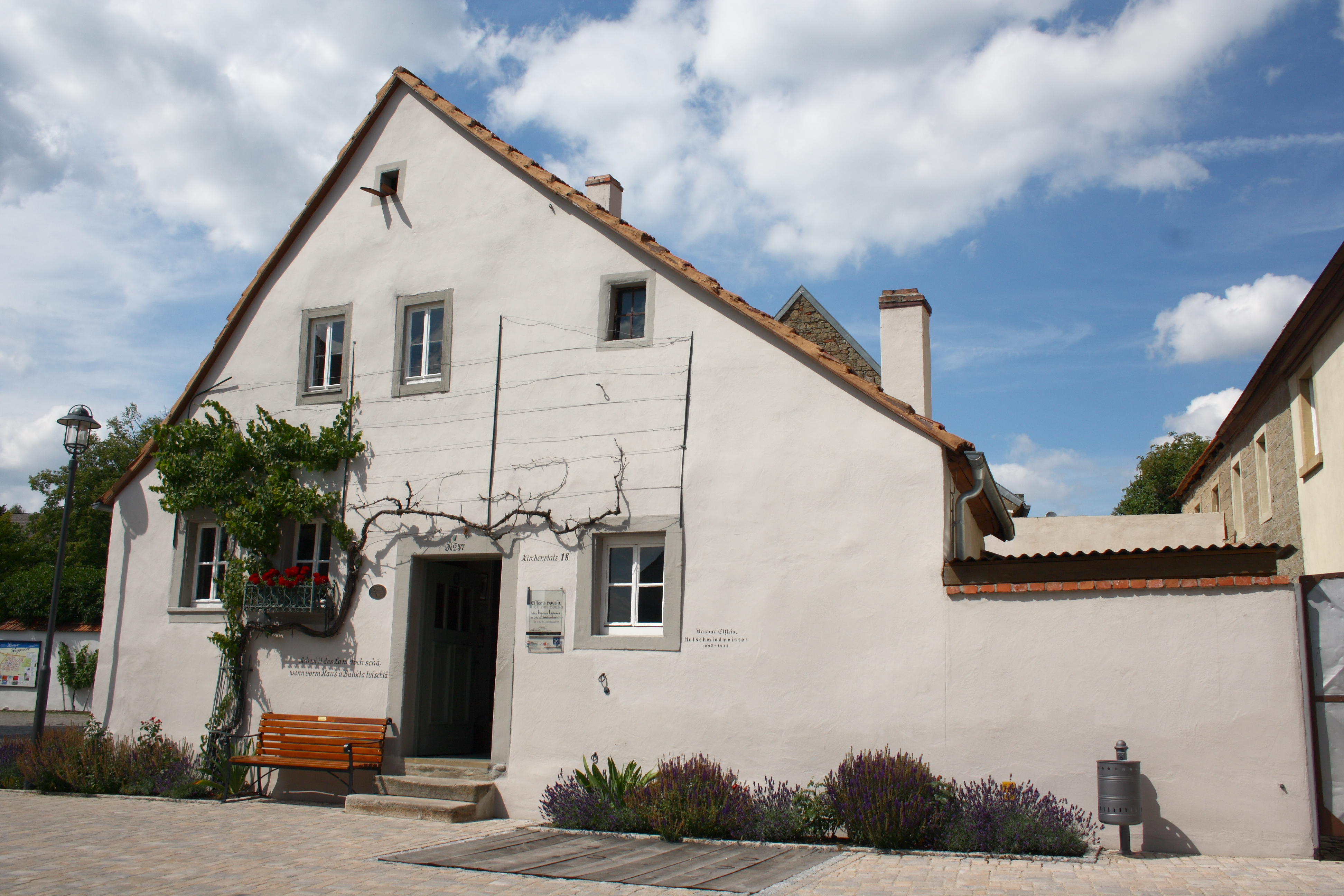
Elfleins-Häusla

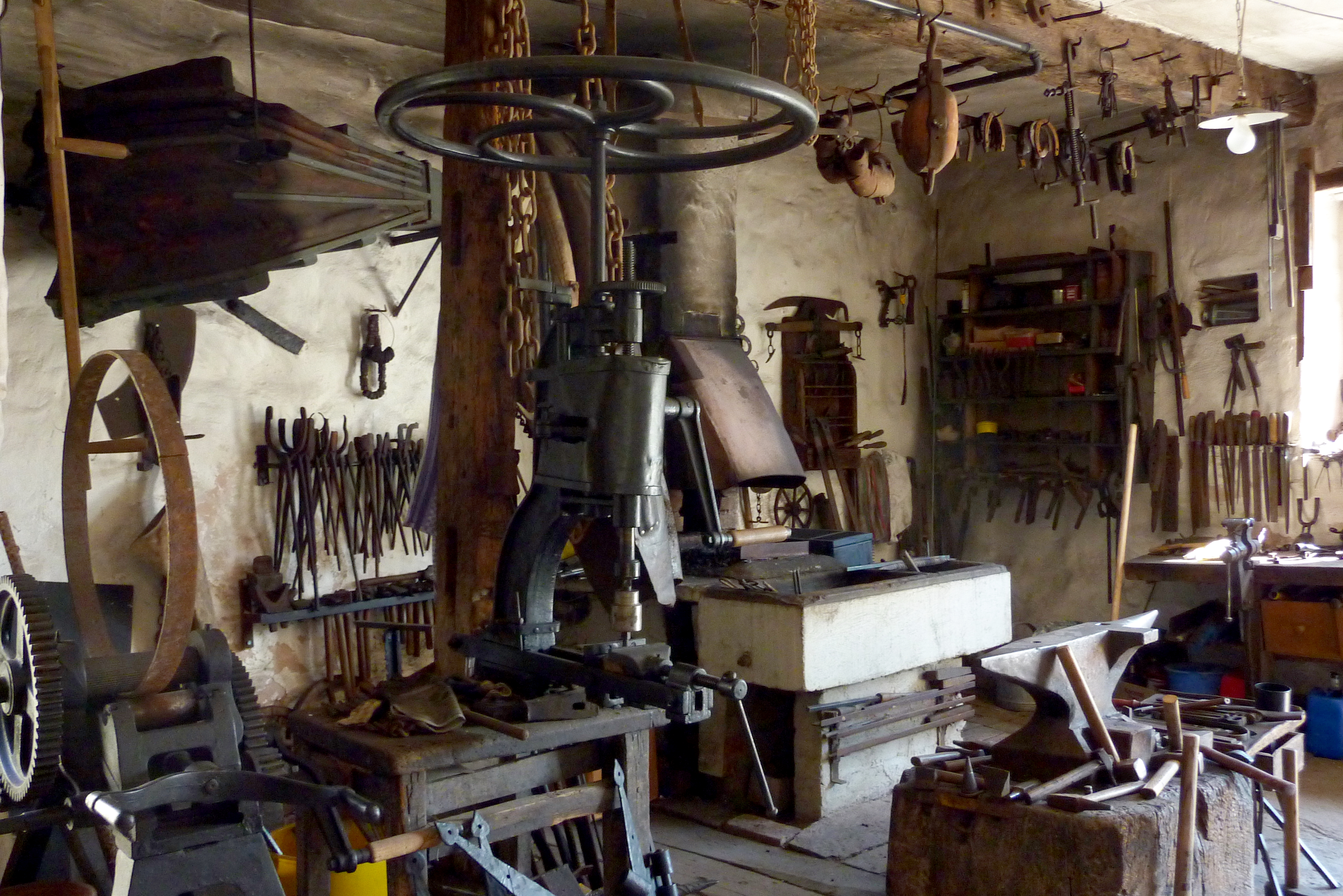
Schmiede

Das Elfleins-Häusla ist ein Heimatmuseum in Rödelsee, einer Gemeinde im unterfränkischen Landkreis Kitzingen in Bayern. Es befindet sich am Kirchplatz 18.

## Gebäude
Das Fachwerkhaus wurde vor 1700 errichtet, der Stall wurde um 1920 gebaut. Die Tochter Anna des Schmieds Georg Elflein wohnte bis zu ihrem Tod im Jahr 1981 in dem Haus, sie nahm keinerlei Veränderungen vor.
Das Haus, das sich heute im Gemeindebesitz befindet, wurde von Rudolf Wandler und weiteren ehrenamtlichen Helfern in jahrelanger Arbeit restauriert.

## Museum

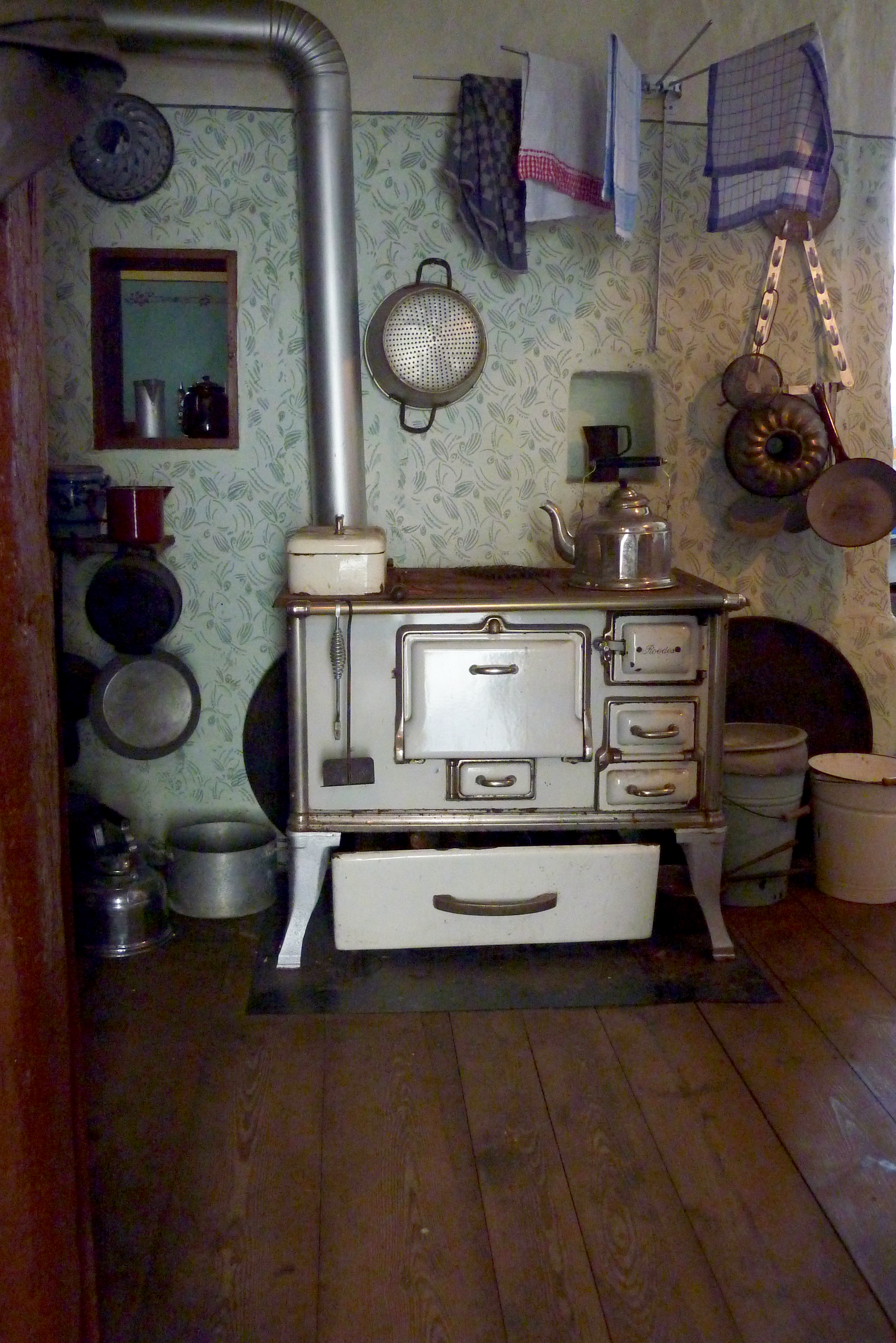
Küche

Die vollständig erhaltene Schmiede ist das Kernstück des Museums. Ein gelernter Schmied macht mehrmals im Jahr Vorführungen, um das alte Handwerk zu zeigen. Daneben ist die Wohnstube mit alter Küche, das Kinderzimmer und das Elternschlafzimmer zu sehen. Der Stall, der Gewölbekeller und die Futterkammer sind mit vielen historischen Geräten ausgestattet. So ist das Leben und Arbeiten im 19. und 20. Jahrhundert – originalgetreu gezeigt – unter einem Dach nachvollziehbar.